# Kassama
Kassama è un comune rurale del Mali facente parte del circondario di Kéniéba, nella regione di Kayes.
Il comune è composto da 23 nuclei abitati:
- Badadioulafoundou
- Balandougou
- Balou
- Bantanko
- Bourama
- Dialadian
- Dioni
- Doumoufara
- Galassi
- Goudofara
- Guindinsou
- Kama

- Kassama
- Kéniéto
- Kobato
- Koufra
- Koulaya
- Manaoulé
- Samboula
- Sibidougou
- Tabakoto
- Woundouma
- Yétéra